# نمدی آزیکیوه
 نمدی آزیکیوه (انگلیسی: Nnamdi Azikiwe؛ ۱۶ نوامبر ۱۹۰۴ – ۱۱ مهٔ ۱۹۹۶) یک نویسنده و سیاست‌مدار اهل نیجریه بود.